# Verhandlungen der Naturforschenden Gesellschaft in Basel
Verhandlungen der Naturforschenden Gesellschaft in Basel (abreviado Verh. Naturf. Ges. Basel) es una revista con ilustraciones y descripciones botánicas que editada en Basilea desde el año 1854.